# West Carson (Kalifornia)
West Carson statisztikai település az USA Kalifornia államában, Los Angeles megyében. Lakosainak száma 22 870 fő (2020. április 1.).

## Népesség
A település népességének változása:

| 2010 | 21 699 |
| 2020 | 22 870 |